# لورنزو کروچتی
لورنزو کروچتی (انگلیسی: Lorenzo Crocetti؛ زادهٔ ۲۰ سپتامبر ۱۹۸۳) بازیکن فوتبال اهل ایتالیا است.
از باشگاه‌هایی که در آن بازی کرده‌است می‌توان به باشگاه فوتبال پروجا، باشگاه فوتبال فیورنتینا، باشگاه فوتبال چیتادلا، باشگاه فوتبال روبور سیه‌نا، باشگاه فوتبال لوگانو، باشگاه فوتبال یو. اس. پرگولیتزه، و باشگاه فوتبال وارزه اشاره کرد.
وی همچنین در تیم‌های ملی فوتبال زیر ۱۶ سال ایتالیا، زیر ۱۷ سال ایتالیا، زیر ۱۸ سال ایتالیا، و زیر ۲۰ سال ایتالیا بازی کرده‌است.